# Michael Owen Bruce
Michael Owen Bruce, född 16 mars 1948 i Phoenix, Arizona, är en amerikansk rockmusiker. Han spelade kompgitarr, klaverinstrument och sjöng stämmor i skräckrockgruppen Alice Cooper. Han skrev flera berömda låtar tillsammans med andra gruppmedlemmar.
Efter att bandet Alice Cooper upplösts 1974 fortsatte Bruce som soloartist. Han har även bland annat spelat i gruppen Billion Dollar Babies, med flera andra tidigare Alice Cooper-medlemmar (Mike Marconi, Dennis Dunaway, Bob Dolin och Neal Smith). I slutet av 1990-talet gav han ut självbiografin No More Mr. Nice Guy: The Inside Story of the Alice Cooper Group.

## Diskografi
Soloalbum
- 1975 – In My Own Way
- 1983 – Rock Rolls On
- 2002 – Halo of Ice
- 2002 – In My Own Way: The Complete Sessions
- 2005 – The Second Coming Of Michael Bruce: Alive & Re-Cooperated
- 2011 – Be Your Lover - Michael Bruce Anthology

Album med Billion Dollar Babies
- Battle Axe (1977)
- Complete Battle Axe (3-CD set) (2002)

Album med Alice Cooper Group
- Pretties for You (1969)
- Easy Action (1970)
- Love It to Death (1971)
- Killer (1971)
- School's Out (1972)
- Billion Dollar Babies (1973)
- Muscle of Love (1973)
- Welcome 2 My Nightmare (2011) (på "A Runaway Train", "I'll Bite Your Face Off", "When Hell Comes Home")
- Paranormal (2017) (på bonusspåren "Genuine American Girl", "You and All of Your Friends", "No More Mr. Nice Guy", "Under My Wheels", "Billion Dollar Babies", "School's Out")
- Live from the Astroturf (2018)

Album med Ant-Bee
- Lunar Muzik (1997)
- Electronic Church Muzik (2011)